# Гербы Новгородской области
На 1 января 2016 года в Новгородской области насчитывалось 142 муниципальных образования — 1 городской округ, 21 муниципальный район, 19 городских поселений и 101 сельское поселение.

### Герб городского округа
| Герб | Наименование                            | Дата утверждения | Номер в ГГР |
| ---- | --------------------------------------- | ---------------- | ----------- |
|      | Герб городского округа Великий Новгород | 24 ноября 2010   | 6682        |

### Гербы муниципальных районов
| Герб | Наименование                              | Дата утверждения | Номер в ГГР |
| ---- | ----------------------------------------- | ---------------- | ----------- |
|      | Герб Батецкого муниципального района      | 23 июня 2010     | 6302        |
|      | Герб Боровичского муниципального района   | 29 апреля 2010   | не внесён   |
|      | Герб Валдайского муниципального района    | 28 сентября 2011 | 7269        |
|      | Герб Волотовского муниципального района   | 28 февраля 2011  | 6891        |
|      | Герб Демянского муниципального района     | 29 сентября 2005 | 2062        |
|      | Герб Крестецкого муниципального района    | 21 сентября 2012 | 7959        |
|      | Герб Любытинского муниципального района   | 19 августа 2016  | 11545       |
|      | Герб Маловишерского муниципального района | 26 февраля 2015  | 10314       |
|      | Герб Марёвского муниципального района     | 29 сентября 1999 | 603         |
|      | Герб Мошенского муниципального района     | 17 июля 1997     |             |

| Герб | Наименование                             | Дата утверждения | Номер в ГГР |
| ---- | ---------------------------------------- | ---------------- | ----------- |
|      | Герб Новгородского муниципального района | 28 мая 1998      | 314         |
|      | Герб Окуловского муниципального района   | 28 декабря 1998  | 472         |
|      | Герб Парфинского муниципального района   | 18 августа 2004  | 1536        |
|      | Герб Пестовского муниципального района   | 10 апреля 2010   | не внесён   |
|      | Герб Поддорского муниципального района   | 31 декабря 2010  | 6684        |
|      | Герб Солецкого муниципального района     | 24 февраля 2011  | 9361        |
|      | Герб Старорусского муниципального района |                  |             |
|      | Герб Хвойнинского муниципального района  | 15 мая 2012      | 7746        |
|      | Герб Холмского муниципального района     | 19 февраля 1998  | 816         |
|      | Герб Чудовского муниципального района    | 30 сентября 2008 | 4580        |
|      | Герб Шимского муниципального района      | 22 июня 2006     | 3518        |

### Гербы городских поселений
| Герб | Наименование                                                                  | Дата утверждения | Номер в ГГР |
| ---- | ----------------------------------------------------------------------------- | ---------------- | ----------- |
|      | Герб городского поселения города Боровичи Боровичского муниципального района  | 31 января 2012   | 7567        |
|      | Герб Валдайского городского поселения Валдайского муниципального района       | 26 января 2007   | 10313       |
|      | Герб Демянского городского поселения Демянского муниципального района         | 19 июля 2006     | 2254        |
|      | Герб Маловишерского городского поселения Маловишерского муниципального района | 18 сентября 1997 | 116         |

| Герб | Наименование                                                                           | Дата утверждения | Номер в ГГР |
| ---- | -------------------------------------------------------------------------------------- | ---------------- | ----------- |
|      | Герб Пестовского городского поселения Пестовского муниципального района                | 18 августа 2011  | 7328        |
|      | Герб Солецкого городского поселения Солецкого муниципального района                    | 24 февраля 2011  | 6578        |
|      | Герб муниципального образования город Старая Русса Старорусского муниципального района | 3 февраля 2012   | 7098        |